# 나처럼 예쁜 여자
나처럼 예쁜 여자(Une belle fille comme moi, A Gorgeous Girl Like Me)는 프랑스에서 제작된 프랑소와 트뤼포 감독의 1972년 코미디, 범죄, 드라마 영화이다. 베르나데트 라퐁 등이 주연으로 출연하였다.

## 출연

### 주연
- 베르나데트 라퐁
- 클로드 브라소

### 조연
- 샤를르 드네
- 기 마르샹
- 앙드레 뒤솔리에

## 제작진
- 각색: 프랑수아 트뤼포
- 원작자: 헨리 패럴
- 미술: 장-피에르 코후-스벨코